# 伊藤守 (実業家)
伊藤 守 （いとう まもる、1951年4月14日 - ）は、日本の実業家。株式会社毎日コムネット創業者・代表取締役社長。

## 人物・来歴
神奈川県横浜市生まれ。神奈川県立鶴見高等学校を経て、1974年に立教大学社会学部観光学科卒業後、山崎製パン入社。1976年退社し、妙高高原のリゾートホテル支配人となる。その後、オーナー家族が失踪し、残務処理ののち、横浜に戻り、1979年に原利典とトラベル・ドウ・インターナショナル（のちの毎日コムネット）を設立し、代表取締役社長に就任。東京都区部に特化した学生マンション事業を手掛け、2002年にはJASDAQに株式公開を果たした。2006年立教観光クラブ会長。2019年には東京証券取引所一部への上場をさせ、和田成史立教大学校友会会長らが発起人となり、ホテルメトロポリタンで祝賀会が催された。